# Eurico Carrapatoso
Eurico Carrapatoso (Mirandela, 15 febbraio 1962) è un compositore portoghese.

## Opere

### Concerti
- Dez vocalizos para Leonor e arcos per violino ed archi (1996)
- Suite d'aquém e d'além mar per marimba ed archi (1999)
- Sete peças em forma de boomerang per sassofono e archi (2000)
- Stigmata per viola  ed archi (2002)
- Nove vocalizos para Catarina e arcos per violoncello ed archi (2002)
- Cinco peças de carácter per corno inglese ed archi (2004-2005)
- Três peças decadentes per clarinetto di bassetto ed archi (2006)

### Musica orchestrale
- Deploração sobre a morte de Jorge Peixinho (1998)
- Modos de expressão ilimitada (1998)
- Aver-o-Mar (1999)
- Música praxitélica para dois deuses do Olimpo  (2004)
- Tempus fugit (2008)

### Musica da camera
- Cinco Elegias per quintetto a fiati (1997)
- Cinco Miniaturas per quintetto a fiati (1999)
- La rue du chat qui pêche per 14 strumenti (2000)
- Da loucura do grotesco e da morte em Peer Gynt per 13 strumenti (2003)
- O espelho da alma per violino, viola, cello e pianoforte (2009)

### Musica per strumenti a tastiera
- Cinco viñetas para piano emocionado per pianoforte (1999)
- L'aire de l campo per pianoforte (2004)

### Musica vocale
- Magnificat em talha dourada per soprano, coro e ensemble barocco (1998)
- Salmo CL per coro e orchestra (2000)
- Horto Sereníssimo per soprano, coro da camara, flauto dolce e cravo (2000)
- Motetes para um tempo de paixão, per soprano e coro (2002)
- Requiem à memória de Passos Manuel per baritono, coro e orchestra (2004)
- O meu poemário infantil per tenore e orchestra (2005)
- Missa sine nomine per coro a-cappella (2006)
- Aver-a-Ria, per soprano, coro infantile, coro e orchestra (2006)
- Díptico Mariano per coro ed organo (2007)
- Stabat Mater per baritono, coro ed ensemble (2008)

### Musica teatrale
- Mentes, Peer!, testo di Ibsen (2001)
- O Lobo Diogo e o Mosquito Valentim, testo di António Pires Cabral (2002)
- Die Narr und seine frau, heute abend im Pancomedia, testo di Botho Strauß (2002)

### Opera
- A Floresta, libretto di Isabel Alçada e Ana Magalhães, testo di Sophia de Mello Breyner Andresen (2003-2004)
- A morte de Luís II da Baviera, libretto di João Botelho, testo Libro dell'inquietudine di Bernardo Soares (2010)
- Sabina Freire, libretto di Eurico Carrapatoso, testo di Manoel Teixeira-Gomes (2009-2010)

### Arrangiamenti e orchestrazioni di musica di altri compositori
- Arte da Fuga, no 1, di J.S.Bach (1997)
- Ba-ta-clan, di Offenbach (1999)
- Les Mesdames de La Halle, di Offenbach (2002)
- Andante, K.545 - ii, di Mozart (2006)
- Desafinado, Caminhos cruzados, Samba de avião, Chega de saudade, Eu vou-te amar, Corcovado e Insensatez di António Carlos Jobim

## Onorificenze
- Representa Portogallo all'UNESCO, Paris (Tribune internationale des compositeurs 1998) con Cinco melodias em forma de Montemel
- Premio di Composizione Lopes-Graça (1998)
- Premio di Composizione Francisco de Lacerda (1999)
- Representa Portogallo all'UNESCO, Paris (Tribune internationale des compositeurs 1999) con Deploração sobre a morte de Jorge Peixinho
- Premio dell'Identità Nazionale (2001)
- Commendatore dell'Ordine dell'Infante Dom Henrique (2004)
- Representa Portogallo all'UNESCO, Paris (Tribune internationale des compositeurs 2006) con O meu poemário infantil
- Premio Albero della Vita (2011)
- Premio SPA (Società portoghese degli autori)
- Premio di Composizione Alumni-Università di Salamanca Jesús Garcia Bernalt (2021)
- Premio di Composizione DSCH-Schostakovich Ensemble (2021)